# Les Baragouineurs
Les Baragouineurs est un duo breton formé à Nantes en 2001 par Claude Darmor et Gilles Evilaine qui s'est séparé en octobre 2010.
Leur concept consistait à reprendre d'authentiques chants traditionnels de Haute-Bretagne qu'ils chantaient en français et ré-arrangeaient de façon électronique, s'accompagnant de beats techno et d'un mélange de sonorités electro, new wave, house et trip hop. Ils se décrivaient « électro-festif » et produisaient souvent en fest-noz.